# Ingeram-Codex
Ingeram-Codex, наричан също „Codex Cotta“, е книга с гербове от 1459 г. на австрийския херцог Албрехт VI. Предишният собственик е издателят Йохан Фридрих Кота. Неговите размери са с височина 362 мм и ширина 262 мм. Намира се в „сбирката на оръжия“ (инв. нр.: A 2302) в Музея на историята на изкуството във Виена.
Книгата е създадена от Ханс Ингерам през 1459 г.